# Ha! Ha! Said the Clown
Ha! Ha! Said the Clown ist ein Lied vom britischen Musiker Tony Hazzard geschriebenes Lied, das 1967 von der britischen Gruppe Manfred Mann aufgenommen wurde. 

## Aufnahme von Manfred Mann
Der Autor Tony Hazzard (* 1943) spielte ein Demo seinem Manager Gerry Bron (1933–2012) vor, der das Lied für erfolgversprechend hielt und es einer seiner Gruppen, Manfred Mann, empfahl. Manfred Mann nahmen es der Single am 10. Februar 1967 im Philips Studio in Marble Arch, London, auf. Dabei setzte Keyboarder Manfred Mann ein damals neuartiges Mellotron ein. Am 24. März 1967 wurde die Single in Großbritannien veröffentlicht und erreichte dort Platz 4 der Charts. 
Noch erfolgreicher war „Ha! Ha! Said the Clown“ in Deutschland, wo es im Juli 1967 zum ersten Nummer-eins-Hit von Manfred Mann wurde. Am 23. September 1967 folgte ein Auftritt im Fernsehen in der Sendung Beat-Club. 
Zum Nummer-eins-Hit wurde „Ha! Ha! Said the Clown“ auch in Österreich, Belgien, den Niederlanden und Südafrika, in Dänemark, Norwegen und Neuseeland erreichte es Platz 2, in Frankreich und Rhodesien Platz 3.

## Aufnahme der Yardbirds
Da die Version von Manfred Mann in den USA völlig erfolglos blieb, erhielten die Yardbirds die Chance auf einen neuen Versuch nur für Nordamerika. Im Juli 1967 schnell aufgenommen, erreichte ihre Version von „Ha! Ha! Said the Clown“ einen mäßigen Erfolg mit Platz 45 in den USA und Platz 38 in Kanada.

## Kritik
Die Kritiken waren fast durchweg negativ, sogar von dem Hauptbeteiligten. Schon der Autor sah es als das schwächste von seinen damals vier neu geschriebenen Liedern an und wollte es seinem Manager eigentlich gar nicht mehr vorstellen, nachdem dieser die ersten drei bereits abgelehnt hatte. Auch Keyboarder Manfred Mann, der durch den Einsatz des as Mellotrons maßgeblich zum Erfolg beigetragen hatte, lehnte es zunächst ab und lobte es erst, nachdem es ein Erfolg geworden war, mit den Worten, er liebe einfach Melodien, die im Kopf hängen bleiben. Der Leadsänger Mike d’Abo sagte rückblickend: „Ich habe es 10.000 mal gesungen und ich mochte es nie.“ Der Nachfolgetitel Mighty Quinn, auch ein Nummer-eins-Hit von Manfred Mann in Deutschland, wird als wesentlich stärker beurteilt.  
Die Figur des lachenden Clowns im Titel wirkte sicherlich verkaufsfördernd. Der Text handelt jedoch eher von einem schadenfrohen Bühnenkomiker und wird als schwach angesehen. Der Erfolg war dann auch am größten in Ländern wie Deutschland, in denen viele Menschen zwar den Titel verstehen, aber nicht den gesamten Text wahrnehmen.